# Região Metropolitana de Toronto
A Região Metropolitana de Toronto (em inglês: Greater Toronto Area, frequentemente abreviada como GTA) é a maior região metropolitana do Canadá. É composta por Toronto, e pelas municipalidades de Durham, Halton, Peel e York e Municipalidade Regional de Hamilton possuindo no total aproximadamente 6 417 516 habitantes.